# 沮渠祖
沮渠祖（？—452年），五胡十六国北凉的宗室，沮渠蒙遜的孙子，沮渠牧犍的侄子。
439年八月初四，北魏太武帝拓跋焘抵达姑臧城下，派人让沮渠牧犍迅速出城投降。沮渠牧犍听说柔然要进攻北魏的边境，希望拓跋焘率军东还。沮渠牧犍命部下绕城固守。这时，沮渠祖翻越城墙投降了北魏。拓跋焘于是了解北凉内情，分兵包围了姑臧城。九月二十五日，沮渠牧犍双手反绑，亲自请降。魏太武帝封沮渠祖为广武公。447年，有人告发沮渠牧犍，拓跋焘大怒，下令沮渠牧犍、沮渠昭仪自杀，并诛灭了沮渠宗族，只有沮渠祖因最早投降而免于一死。452年正月，被张掖王沮渠萬年牵连，魏太武帝赐他自杀。